# Historiografía del siglo XVIII
La historiografía, entendida como ciencia de la historia, presenta durante el siglo XVIII dos corrientes principales:
- Ilustración (historia Ilustrada). Fue la corriente dominante.
- Contrailustración. Fue una corriente oscura y tuvo una relevancia muy minoritaria, pero influyó de manera notable en determinados aspectos de la historiografía del siglo XIX. Así como la Ilustración se sustenta sobre un conjunto de fundamentos filosóficos, en la Contrailustración no hay un grupo sistematizado de ideas, siendo su característica definitoria común su confrontación con la Ilustración.

## Ilustración
Con la Ilustración tiene lugar el maridaje entre las tradiciones historiográficas literaria y erudita, introduciendo una concepción del tiempo como vector y factor de evolución y progreso, y articulando una cronología a modo de cadena causal y evolutiva de cambios significativos e irreversibles en la esfera de la actividad humana. Concepción, a su vez, aplicada a un relato-narración racionalista, construido sobre la crítica de las reliquias materiales conservadas del pasado.

### Historiadores

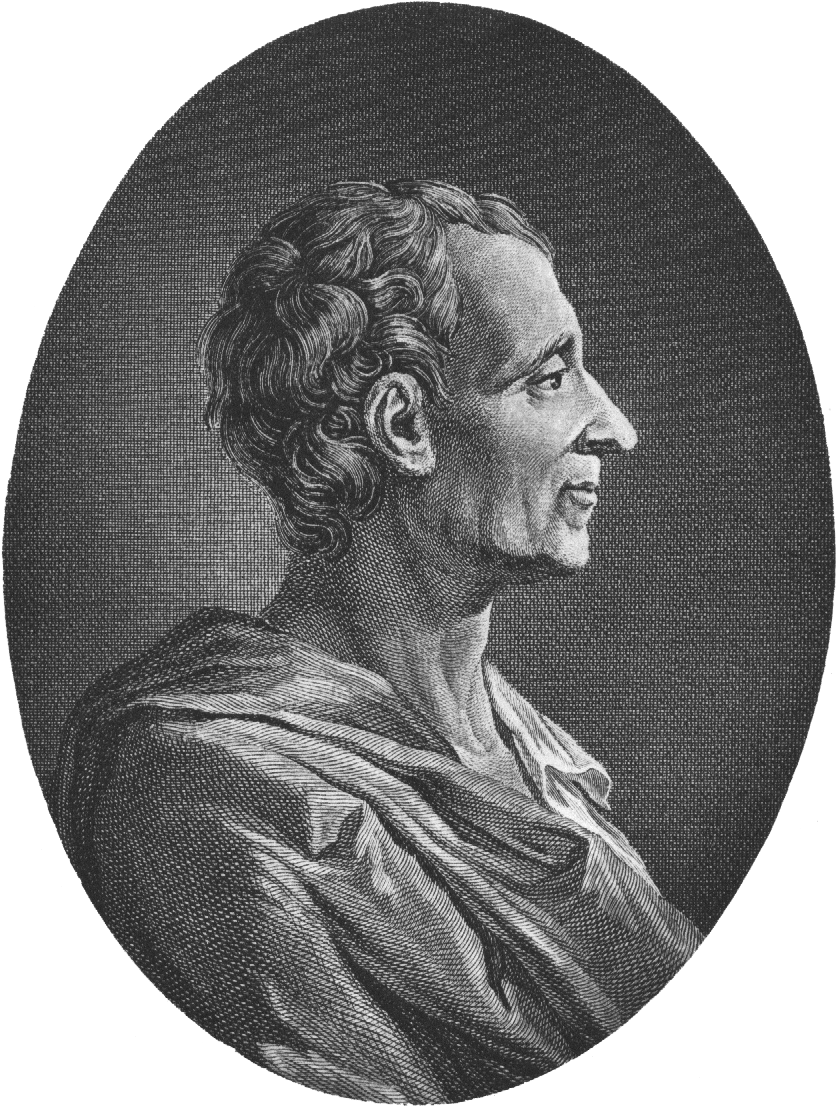
Charles Louis de Secondat, Barón de Montesquieu.

- Voltaire (1694-1778) destacado por superar el marco de la historia política tradicional para construir la “del espíritu humano”. La concibe como una herramienta para la comprensión de la sociedad, por lo que se centró en el estudio de los progresos de la historia europea.
- Montesquieu (1689-1755) arranca su reflexión de la teoría política, en la búsqueda de una explicación racional de la naturaleza de las diferentes formas de gobierno y de las leyes que les corresponde. Legó dos aportaciones: la distinción entre lo accidental y lo estructural y una visión de la evolución humana sustentada en la sucesión de etapas definidas por la forma de subsistencia.
- Jean-Jacques Rousseau (1712-1778) se desmarca de esta visión ilustrada del progreso histórico, mostrando a la civilización como causa de la corrupción del ser humano y condenando a la propiedad privada como origen de la desigualdad entre los hombres. Plantea por tanto una concepción degenerativa de la evolución social, aunque coincide con el pensamiento ilustrado en la posibilidad de transformar el interior del hombre a través de la educación.

El desarrollo de las ideas ilustradas sobre la historia tendrá lugar dentro del marco teórico planteado por Montesquieu. Según avance el Siglo de las Luces, a la concepción de una historia del espíritu, definida por criterios culturales, sucederá la percepción de las relaciones que existen entre las etapas del desarrollo social y las formas de subsistencia. Se plantean entonces dos caminos: transformar el mundo actuando sobre la conciencia o a través de la reforma política:
- Turgot (1727-1781) distingue entre la naturaleza, marcada por la repetición, y lo humano, caracterizado por la evolución; las edades del mundo se encadenan mediante una sucesión de causas y efectos en un proceso de cambio cuyo motor fundamental son las transformaciones económicas.
- Mably (1709-1785) defiende que el historiador debe discurrir las causas de los acontecimientos y la cadena que los enlaza. Según él en los orígenes no existía la propiedad privada y la desigualdad surgió con la apropiación de la tierra. La solución no sería una imposible vuelta atrás, sino encontrar soluciones a los males creados por una evolución irreversible.
- Diderot (1713-1784), coautor y alma de L’Enciclopedie, emplea la historia como arma de denuncia del despotismo; ya no se trata de formar la conciencia de los hombres sino denunciar los abusos que deben combatirse, incitando a los oprimidos a luchar.
- Condorcet (1743-1794 constituye el epígono de la idea ilustrada de progreso histórico, defendiendo el cambio social a través de la educación e interesándose por las relaciones de poder entre clases. Son las vísperas de la revolución, que a partir de 1789 amenaza con barrer el Antiguo Régimen de la historia.

### Rasgos generales
Las características de la historiografía de la Ilustración derivan de su vinculación a un modelo filosófico. Ilustración viene del alemán, Zeitalter der Aufklärung, que significa iluminar. Los propios ilustrados consideran a la Ilustración como un movimiento cultural e intelectual que viene a traer la luz (usando la luz como metáfora de la razón) en medio de la oscuridad (usando esta como metáfora de ignorancia).
El propio Kant entendía a la Ilustración como la «salida del hombre de su autoculpable minoría de edad», concibiendo esta última como la incapacidad del hombre por valerse de su propio entendimiento sin la guía de otro (Kant al decir "con la guía de otro" se está refiriendo sobre todo a la Iglesia).
Características:
- La razón es el elemento fundamental para conocer al mundo, al hombre y a la historia. Esta confianza está basada en los avances científicos del siglo XVII. Se piensa que si Newton ha sido capaz de descubrir las leyes de la mecánica, es también posible descubrir una ciencia sobre la historia y la sociedad. Durante el siglo XVIII se consideraba a la ciencia como el modelo perfecto de conocimiento y, por lo tanto, también para la Historia. Debido a este principio los ilustrados trataran de establecer leyes universales para todos y todas las épocas (de igual forma que se puede hacer con las matemáticas o la Física).
- Se desarrolla una historia contraria a la anterior, que pensaba que la historia venía dada por la inspiración divina. Ahora se da una interpretación opuesta. Ahora la historia se hace razonándola, por lo que surge un enfrentamiento con la iglesia católica. Voltaire dice que el pueblo judío era solo un pueblo marginal y secundario en el devenir de la historia y no los protagonistas de todos los hechos históricos. También se cambia la percepción de algunos momentos, como son las Cruzadas, que ahora se dice que no se hicieron por motivos religiosos sino políticos.
- Se piensa que las anécdotas son secundarias. No interesan tanto los datos, sino las causas de la historia, porque se está tratando de hacer leyes, que son la base de la metodología científica. Es una historia, por tanto, que está llena de conjeturas, en las que se utiliza la razón para darlas verosimilitud. No se contrastan ni se comprueban los datos, sino que se cree lo que es verosímil.

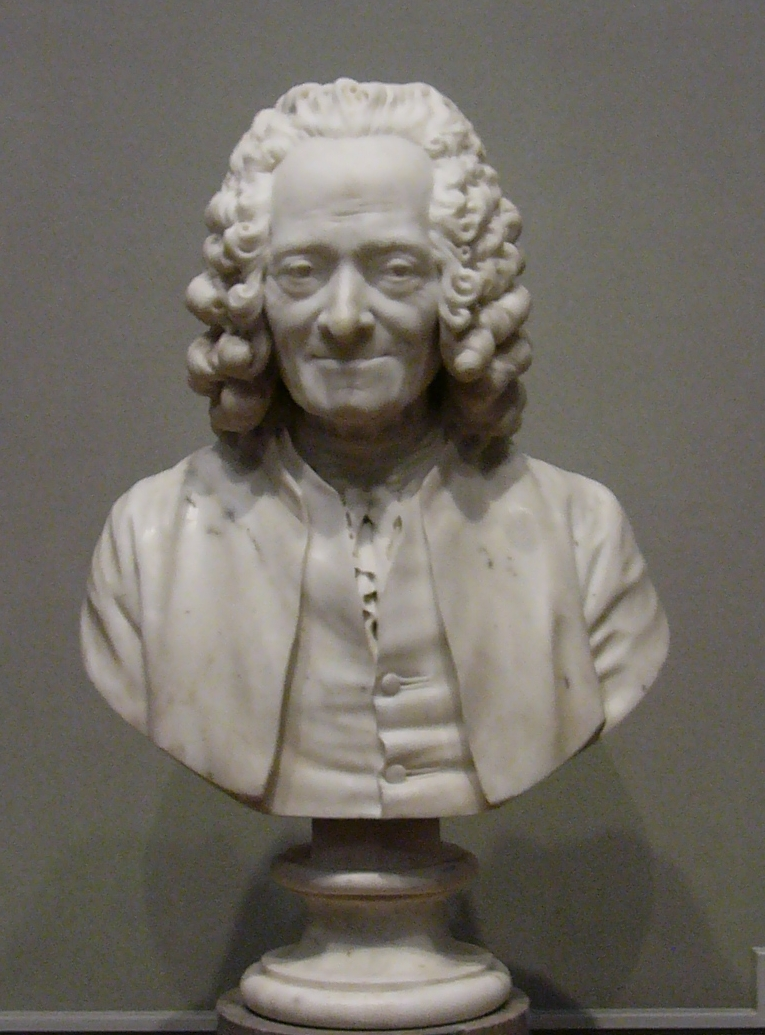
Busto de Voltaire, 1778, por Jean-Antoine Houdon (1741-1828).

- Se piensa que en la historia hay valores que son universales, como la justicia, por lo que se puede juzgar los hechos de las naciones pasadas, por lo que por consiguiente, se pueden llegar a principios de gobierno para las naciones. Frente a esto, la Contrailustración crea el Relativismo Histórico, que dice que no se pueden aplicar estos principios a situaciones contemporáneas, porque se trata de situaciones diferentes.
- Es una historia que se va esgrimir como arma contra el Absolutismo y la Iglesia.
- No les va a interesar solo el mundo europeo, sino todo él, porque buscan leyes de comportamiento humano y en esto se incluyen también otras culturas, que incluso serán en cuanto a ética superiores a la europea.
- La historia se va a entender como la comparación entre sus distintas épocas.
- La Ilustración cree en el progreso para someter a la naturaleza a ir por lo tanto conforme a la razón. Este progreso es el que intentan plasmar los historiadores en sus obras durante el siglo XVIII, y así comparar las etapas en las que se han producido progresos y en las que se han producido retrocesos.
- La historiografía ilustrada cree en la idea de progreso. Los ilustrados afirman que la historia humana es un proceso de mejora continua de la humanidad y de la sociedad.
- La historiografía ilustrada no le interesa en sí mismo el pasado, el conocer por conocer, sino que usa a la historia con un carácter instrumental, principalmente como elemento propagandístico contra el absolutismo y la Ilustración. Por lo tanto no se puede decir que la Historia Filosófica (término con el que se conoce a la historiografía ilustrada) busque ser objetiva en sus planteamientos, todo lo contrario, es partidista y se decanta claramente por los principios de la Ilustración y la razón contra los absolutistas y religiosos.

Ante los sucesos que estallan en Francia en 1789 y que no tardan en contagiarse a toda Europa, los integrantes de la Ilustración se enfrentan a un dilema: la renuncia a la reforma y el “regreso al orden” o seguir la vía revolucionaria, asumiendo la acción política para desbloquear aquella y fomentar el progreso económico. A finales del XVIII se ha consumado el tránsito del estudio de las cosas al estudio de los hombres en sociedad, de la idea de naturaleza a la de progreso en un planteamiento global y pleno. Nos encontramos a las puertas de la emancipación de la historia y su elevación a rango de ciencia que estudia las causas de la evolución humana.

### La Escuela escocesa
En la historiografía ilustrada debemos diferenciar entre los autores ingleses y los “continentales”, ya que vivieron en sociedades distintas y defendieron objetivos diferentes. Así, si en el Continente el objetivo ilustrado era superar las carencias y obstáculos de la sociedad feudal a través de teorías económicas fisiocráticas, en las islas británicas se experimentaban las consecuencias de la revolución burguesa, en un entorno que impulsaba la idea de progreso, el liberalismo económico y una visión capitalista de la historia. Por consiguiente, podríamos hablar de la Ilustración propiamente dicha para los primeros y de una Escuela escocesa para los segundos.
De esta última formaron parte Francis Hutcheson, David Hume, Adam Smith, John Millar o Adam Ferguson. El modelo histórico confeccionado en el archipiélago británico al calor de la consolidación de una sociedad burguesa va a tener consecuencias trascendentales en el desarrollo de la ciencia histórica posterior. El proceso revolucionario desarrollado entre 1640 y 1660 transformó la sociedad inglesa, logrando el fin de la Monarquía absoluta y la abolición de las tenencias feudales (1646), abriendo así una etapa de desarrollo capitalista de la agricultura que, junto a la expansión comercial, posibilitará la posterior Revolución Industrial. Simultáneamente surge una nueva noción de propiedad privada como derecho absoluto y exclusivo, que los defensores intelectuales del nuevo régimen buscarán legitimar (John Locke será su principal referente). Para ello, a semejanza del universo jerarquizado elaborado por Newton, funden ciencia, religión natural y concepción de la sociedad hasta hacer aparecer la economía de mercado como algo natural.
Ascendida la burguesía al poder, el mejor modo de imponer esta noción era elaborar una visión del mundo que pudiera ser universalmente aceptada, incluidos pobres, explotados y no propietarios, ofreciéndoles un futuro lleno de promesas a cambio de su conformidad presente. Son los fundamentos de la “concepción Whig de la historia”. Si David Hume (1711-1776) planteaba unas etapas de desarrollo humano ligadas a las actividades económicas, Edward Gibbon (1737-1794) en su Decadencia y caída del Imperio Romano combinaba concepciones teóricas de los “filósofos” con el trabajo de investigadores eruditos tradicionales, dando lugar a una visión del progreso económico. El punto culminante lo encontramos en Adam Smith (1723-1790) y La riqueza de las naciones, verdadera síntesis de la concepción social whig, en la que ocupa el lugar central una idea de progreso de carácter económico como núcleo de la evolución humana. Consolida así una visión histórica concebida como el ascenso de la barbarie hacia el progreso y la civilización -asimilando estos a las formas liberales parlamentarias y la economía capitalista de libre mercado-, a través de una serie de etapas definidas por la forma en que los hombres aseguraban su subsistencia; visión acompañada de un programa para el pleno desarrollo de estos y la anticipación de un futuro de prosperidad y riqueza para todos.

## Contrailustración

### Historiadores
Destacan Giambattista Vico y Herder como autores más representativos.También encontramos a Justus Möser
y Hamann (maestro de Herder).
- Giambattista Vico (1668-1744) fue un opositor intelectual al cartesianismo: para él la Naturaleza solo puede ser pensada, no entendida (labor exclusiva de Dios). Planteó una visión cíclica de la Historia estructurada en tres fases: Edad Divina (o teocrática, la “infancia” de la Humanidad), Edad Heroica (o violenta, la “juventud”) y Edad Humana (o razonada, la “madurez"). No existe un fin de la Historia (Escatología), sino un continuo renacimiento de los pueblos.
- Johann Gottfried von Herder (1744-1803) planteó una redefinición de la idea de Progreso, concibiéndolo no como algo aislado sino como parte de un todo: la Naturaleza, el Cosmos; preexistía al hombre pero la aparición de este (y sobre todo del lenguaje) ha acelerado el ritmo de progreso. Si la Ilustración defendía la existencia de leyes inmutables cuyas excepciones eran aberraciones, para Herder la aberración es pretender imponer esas leyes: no existe una forma única de la Humanidad, sino múltiple; cada cultura en cada época posee una lógica y un valor, por lo que la Historia debe ser comprendida dentro de sus propios límites. Introdujo la idea de Nación como sujeto histórico, asignando a cada una un “espíritu del pueblo” (Volkgeist), concebido como el conjunto de sus fuerzas creativas. Su visión de la historia es optimista, creyendo en la superación del hombre.
- Johann Georg Hamann. Natural de Königsberg y conocedor personal de Kant, Hamann comenzó siendo un pensador próximo a la Ilustración,hasta que tras una profunda crisis intelectual experimentada en Inglaterra (dónde el pensamiento de Hume le influyó poderosamente), viró hacia posiciones místicas, religiosas y profundamente antiilustradas. La originalidad de su ataque al racionalismo de las luces está en que este no proviene del tradicionalismo, sino mediante una radical crítica a los fundamentos de la razón ilustrada. El conocimiento de este no es un conocimiento de la realidad, sino del lenguaje: no hay pensamiento sin lenguaje, y este mediatiza nuestro raciocinio. Rechazó, por ello, toda sistematización del mundo como método equivocado de acceso al conocimiento, que siempre será fragmentario. Nuestra capacidad de entender la creación divina es limitada: más que razonarla debemos vivirla. Influyó en gran medida sobre la gestación del movimiento Sturm und Drang (especialmente a través de la figura de Herder), antecedente inmediato del Romanticismo.

### Rasgos generales
No es un movimiento coordinado ni homogéneo, sino que son autores individuales que cada uno desarrollará unas ideas diferentes a las de la Ilustración. Estas ideas serán las que dominen en el siglo XIX, y se las presentará con la denominación de Contrailustración, es decir, es una construcción retrospectiva. A estos autores de la Contrailustración se les unirá desde el siglo XIX y se les ordenará. Las ideas generales de este movimiento son las opuestas a las ideas de la Ilustración. Isaiah Berlin escribe Contra la corriente: ensayos sobre historia de las ideas (1979), sobre estos autores. Otro de sus libros es Vico y Herder: dos estudios de historia de las ideas (1976).
La tesis básica de la Ilustración es que la humanidad en todas las épocas se comporta de la misma manera, y es posible, por lo tanto, crear una Ciencia del Hombre, que permita conocer las leyes de estos, para así no cometer los mismos errores. Sobre esta base se sostenían unos principios universales y un derecho natural con los que se puede organizar un gobierno conforme a la razón, que se base en estos mismos principios.
Lo que plantea la Contrailustración es que no hay un comportamiento común a lo largo de la historia y que la actitud del ser humano varía según las determinadas características del momento. Todo lo anterior desaparece. Esto evolucionará hacia el historicismo, en donde solo cuentan las Corrientes Históricas. A la vez plantea un relativismo histórico, en el que los valores son diferentes dependiendo de cada época. Las condiciones de los seres humanos también varían según las épocas.
Estas ideas tienen un antecedente que se encuentra en los Sofistas. Uno de ellos dice que la naturaleza obedece a las leyes, pero las instituciones no. Esta teoría va a contracorriente de la Ilustración. Entre los autores intermedios destaca M. Montaigne, que desarrolla el ensayo.